# San Tammaro
 San Tammaro  község (comune) Olaszország Campania régiójában, Caserta megyében.

## Fekvése
A megye déli részén fekszik, Nápolytól 30  km-re északra, Caserta városától 9 km-re nyugati irányban. Határai: Capua, Casal di Principe, Casaluce, Frignano, Santa Maria Capua Vetere, Santa Maria la Fossa és Villa di Briano.

## Története
Az ókorban Capua kikötőjéhez, Casilinumhoz tartozott, majd a sorozatos maláriajárványok miatt elnéptelenedett. Csak a késő középkorban népesült be ismét. A következő századokban nemesi birtok volt. A 19. században nyerte el önállóságát, amikor a Nápolyi Királyságban felszámolták a feudalizmust.

## Népessége
A népesség számának alakulása:

## Főbb látnivalói
- Madonna della Libera-templom